# Ukleta kuća
Ukleta kuća je kuća ili neka druga građevina za koju se vjeruje da je nastanjena duhovima umrlih koji uznemiruju stanare. Takve kuće su obično stare s dugom poviješću naseljenosti. Uz tzv. uklete kuće vezuju se nadnaravne pojave određenih prikaza, najčešće u ljudskom obliku. Primjeri za to su Bijela dama u kraljevskom dvorcu u Berlinu i u dvorcu u Schönbrunnu, Crna dama u Norfolku ili Siva dama u dvorcu Windsoru. Manifestacije nanaravnih pojava u ukletim kućama kreću se od pojave i bljeskanja svjetla, neobičnih zvukova, pojave tamnih ili svjetlih prikaza, predmeta koji padaju ili lebde sami od sebe i sl.
Stručnjaci za paranormalno neobične i uznemirujuće pojave u kućama koje imaju zlokobnu reputaciju pripisuju uglavnom nemirnim dušama koje ne mogu naći mir nakon smrti, bilo da su ostavile neki neobavljeni zadatak ili da su umrle nasilnom smrću s čime se ne mogu miriti i traže osvetu. Znanstvenici, pak, tvrde kako se većina takvih pojava može objasniti nekakvim racionalnim interpretacijama, svodeći uglavnom takva iskustva na posljedicu straha ili prevladavanje iracionalnosti kod svjedoka.

## Uklete kuće u Hrvatskoj
Na području Republike Hrvatske prijavljeno je postojanje više stambenih objekata za koje se tvrdi da su navodno poprište nadnaravnih aktivnosti.
- kuća u mjestu Škrinjari kod Bjelovara[1][2]
- Gizelina kuća podno Sljemena u Zagrebu[3]
- Lokrum[3]
- kuća na Ugljanu[3]
- župni dvor crkve sv. Ane u Poljani Sutlanskoj
- kuća u Lovranskoj Dragi[2]